# Piri (instrument)
Pour les articles homonymes, voir Piri.

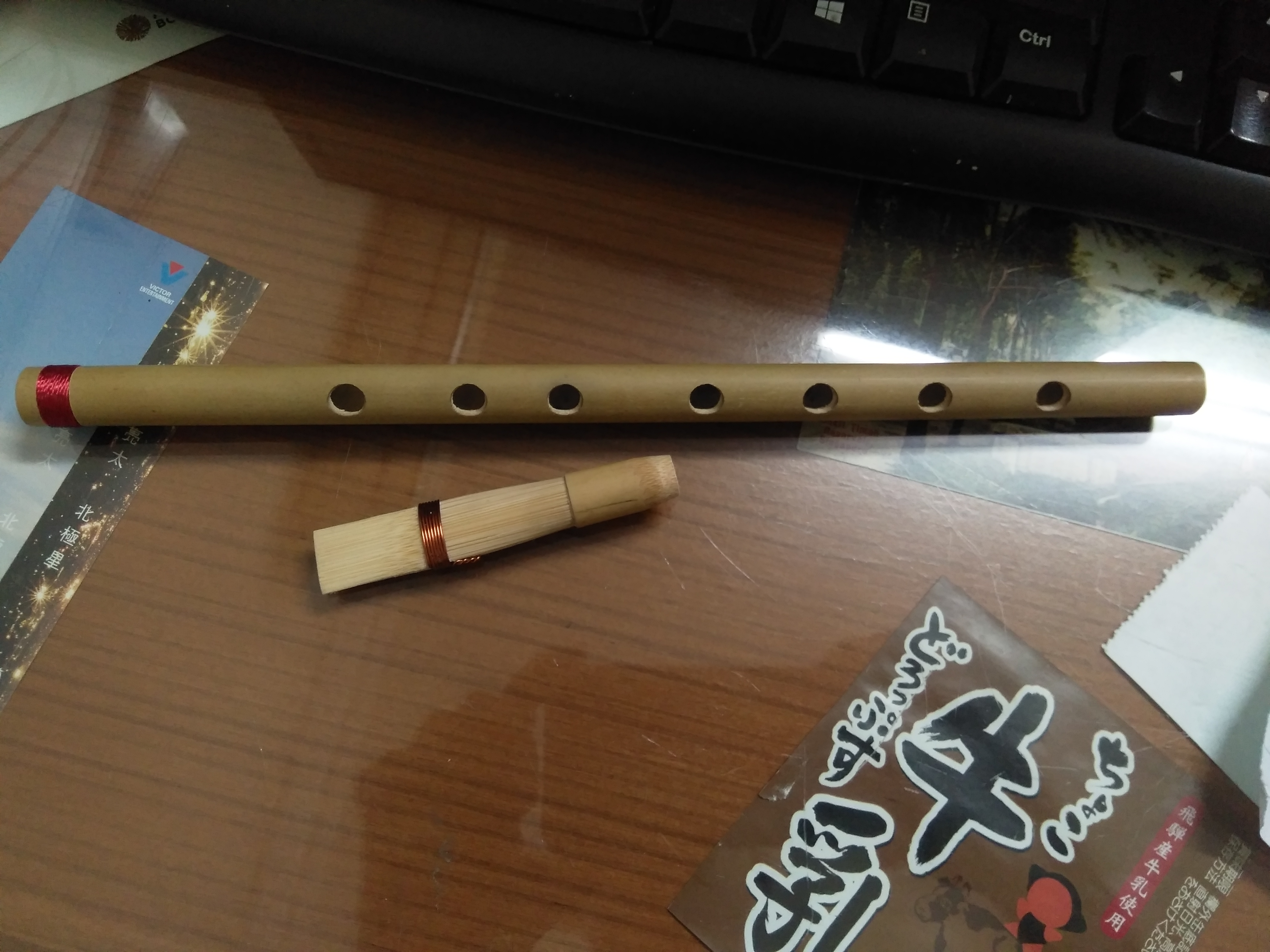
Se Piri

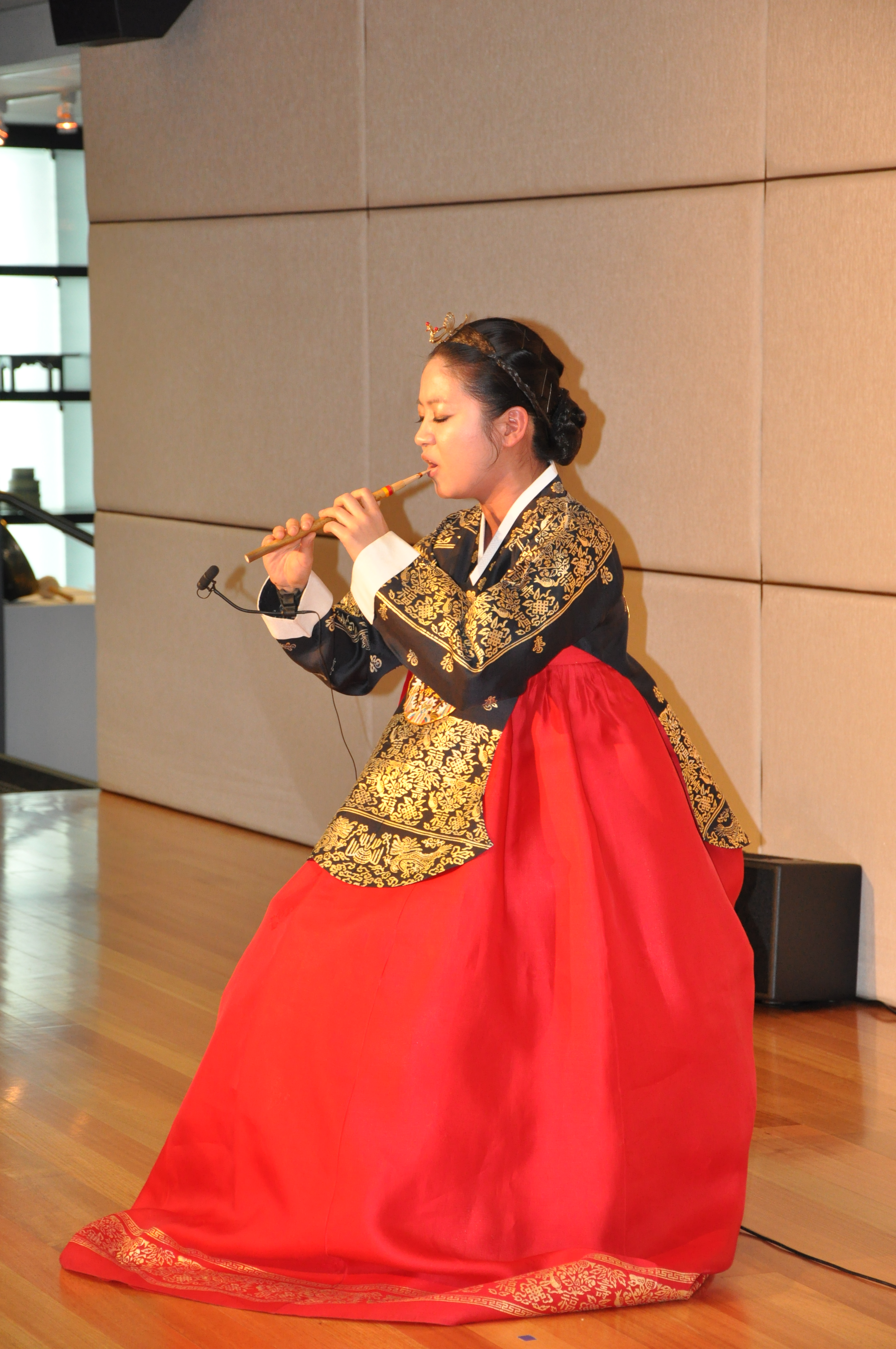
Joueuse de piri.

Le piri (ou p'iri ; hangul : 피리 ; hanja : 觱篥) est un instrument de musique coréen à anche double et à perce cylindrique utilisé à la fois dans la musique de cour, la musique religieuse et la musique populaire.

## Facture
Comme son homologue japonais, le hichiriki, il hérite des particularités du guan chinois, se différenciant des autres hautbois par sa perce cylindrique en bambou et la largeur importante de son embouchure. Il est percé de huit trous : sept au-dessus et un en dessous.
On distingue quatre types de piri, du plus grave (27 cm) au plus aigu (7 cm) :
1. hyang piri (hangul : 향피리 ; hanja : 鄕觱篥),
2. se piri (hangul : 세피리 ; hanja : 細觱篥),
3. dang piri (hangul : 당피리 ; hanja : 唐觱篥),
4. dae piri (대피리).

## Jeu
Ample et puissante, la sonorité du piri se rapproche du hichiriki mais, plus nasillard que ce dernier, le piri évoque aussi le shehnai. Son timbre mélancolique et expressif en fait un instrument soliste remarquable dans la musique de cour.